# Seewasserwerk
Ein Seewasserwerk ist ein Wasserwerk zur Aufbereitung und Bereitstellung von Trinkwasser. Das dafür benötigte Wasser wird über Leitungen von den Quellfassungen in einem See zum Wasserwerk gepumpt und anschließend filtriert.

## Schweiz
Am Zürichsee befinden sich in Horgen, Küsnacht, Lachen, Männedorf, Meilen und Thalwil Seewasserwerke. Zudem betreibt die Stadt Zürich das Seewasserwerk Moos und das Seewasserwerk Lengg. Die Gemeinde Meisterschwanden plant ein Seewasserwerk ab 2020 im Hallwilersee zu bauen.

## Deutschland
In Deutschland befindet sich das Seewasserwerk Hasenberg auf dem Hasenberg in Stuttgart.